# 1971 في تونس
فيما يلي قوائم الأحداث التي وقعت خلال عام 1971 في تونس.